# 韓容
韓容（1536年—1607年），字可受，號岱野，山東濟南府青城縣人，民籍，明朝政治人物。

## 生平
嘉靖四十年（1561年）辛酉科山東鄉試第十八名舉人。隆慶五年（1571年）中式辛未科三甲第一百八十四名進士。隆慶六年，接替徐應聘，擔任南直隶常州府宜興縣知縣，后由宋國相接任知縣。万历二年（1574年）丁父忧归。万历五年（1577年）復除河南武陟县知县，八年升直隶大名府通判，十年升山西泽州知州。十四年遷为南京工部屯田司员外郎，歷升郎中，十七年升高州府知府，未赴任，以奉养母亲乞休，遂致仕归。万历三十五年卒。

## 家族
曾祖韓相，鄢陵知縣；祖父韓齊，澄城知縣 贈南京廣東道監察御史；父韓一動，訓導。母石氏。伯父韩一右，四川按察司副使。兄章、弟芳、泉、荆、江、府、孝、忠、谷、儒、和。